# Хайрюзово
Ха́йрюзово — село в Тигильском районе Камчатского края России. Образует сельское поселение Село Хайрюзово.

## История
Названо по расположению на реке Хайрюзова.

## География

### Расстояние до
- районного центра (Тигиль) — 140 км,
- краевого центра (Петропавловск-Камчатский) — 430 км[5].

### Деление на улицы
30 лет Победы ул.
Набережная ул.
Сахалинская ул.

## Сельское поселение
Статус и границы сельского поселения установлены Законом Корякского автономного округа от 2 декабря 2004 года № 365-ОЗ «О наделении статусом и определении административных центров муниципальных образований Корякского автономного округа».

### Часовой пояс
Населённый пункт находится в часовом поясе на 12 часов больше всемирного координированного времени.

## Население
| 2002 | 2010 | 2012 | 2013 | 2014 | 2015 | 2016 |
| ---- | ---- | ---- | ---- | ---- | ---- | ---- |
| 275  | ↘168 | ↗169 | ↘166 | ↘161 | ↘151 | ↘145 |
| 2017 | 2018 | 2019 | 2020 | 2021 |      |      |
| ↘143 | ↘136 | ↘126 | ↘124 | ↘111 |      |      |